# Diplazium makinoi
Diplazium makinoi là một loài dương xỉ trong họ Athyriaceae. Loài này được Y. Yabe mô tả khoa học đầu tiên..
Danh pháp khoa học của loài này chưa được làm sáng tỏ. 